# يوجين لافي
يوجين لافي (بالإنجليزية: Gene Levy)‏ هو سياسي أمريكي، ولد في 1 ديسمبر 1926 في بروكلين في الولايات المتحدة، وتوفي في 12 يوليو 1990 في فالهالا في الولايات المتحدة. نشط حزبياً في الحزب الجمهوري. وقد انتخب عضو جمعية ولاية نيويورك وانتخب عضو مجلس ولاية نيويورك.